# Niphargus ciliatus
Niphargus ciliatus is een vlokreeftensoort uit de familie van de Niphargidae. De wetenschappelijke naam van de soort is voor het eerst geldig gepubliceerd in 1906 door Chevreux.